# 1887 Virton
Az 1887 Virton (ideiglenes jelöléssel 1950 TD) a Naprendszer kisbolygóövében található aszteroida. Sylvain Julien Victor Arend fedezte fel 1950. október 5-én.